# ATP Challenger Bonn
Das ATP Challenger Bonn (offizieller Name: Bonn Open) ist ein Tennisturnier in Bonn, Deutschland, das seit 2024 ausgetragen wird. Es ist Teil der ATP Challenger Tour und wird im Freien auf Sand ausgetragen.
Austragungsort war 2024 das Vereinsgelände des Bonner Tennis- und Hockeyvereins (BTHV) und seit 2025 das des TC Blau-Gelb Bonn-Beuel in Ramersdorf.

## Liste der Sieger

### Einzel
| Jahr | Sieger         | Finalgegner         | Ergebnis      |
| ---- | -------------- | ------------------- | ------------- |
| 2025 | Jurij Rodionov | Timofei Skatow      | 3:6, 6:2, 6:4 |
| 2024 | Hugo Dellien   | Maximilian Marterer | 7:62, 6:0     |

### Doppel
| Jahr | Sieger                         | Finalgegner                                     | Ergebnis           |
| ---- | ------------------------------ | ----------------------------------------------- | ------------------ |
| 2025 | Neil Oberleitner Mick Veldheer | Tim Rühl Patrick Zahraj                         | 4:6, 7:63, [12:10] |
| 2024 | Théo Arribagé Orlando Luz      | Jeevan Nedunchezhiyan N. Vijay Sundar Prashanth | 6:2, 6:4           |